# Kościół Luizy w Królewcu

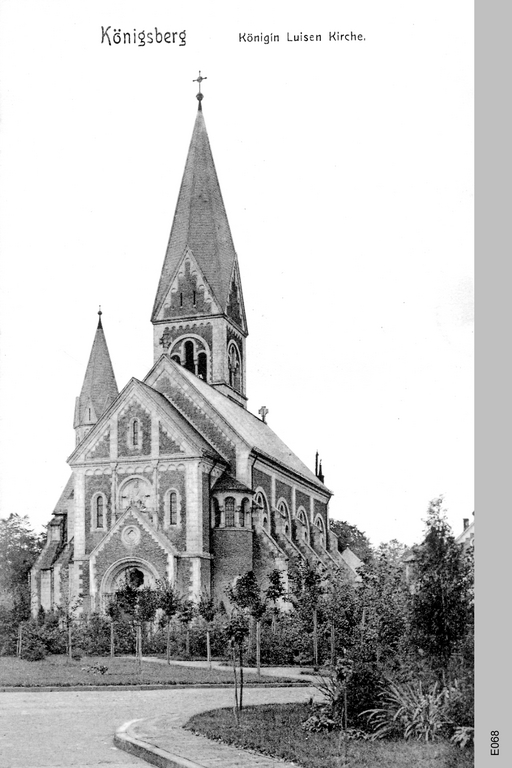
Kościół Luizy na starej pocztówce

Kościół Luizy w Królewcu – dawny kościół ewangelicki z początku XX w., obecnie mieszczący Teatr Lalek.
Znajduje się przy prospekcie Pobiedy 1 (ros. проспект Победы; przed 1945 Lawsker Allee). Powstał jako niem. Königin-Luise-Gedächtniskirche (Kościół Pamiątkowy Królowej Luizy), powszechnie nazywany kościołem Luizy (niem. Luisenkirche). Nazwę nadano dla uczczenia królowej Prus, małżonki Fryderyka Wilhelma III, która przebywała dłuższy czas w Królewcu w dobie wojen napoleońskich. Słynęła z dobroczynności, urody i patriotyzmu. Ulubionym miejscem odpoczynku królowej był znajdujący się w tym miejscu, w przedmiejskim rejonie zwanym Mittelhufen, park Luisenwahl (zwany tak już wcześniej, od imienia małżonki radcy szkolnego Busolta, właściciela posiadłości), co w 1874 r. uczczono wystawieniem popiersia monarchini (niezachowane, przetrwała oprawa architektoniczna w formie kolumnowej pergoli).
Kościół został zbudowany w latach 1899–1901 jako pierwsza świątynia poza pierścieniem wałów otaczających miasto, dla uczczenia 200. rocznicy istnienia Królestwa Prus. W poświęceniu uczestniczył cesarz Wilhelm II z małżonką. Kościół wzniesiono z ofiar prywatnych, m.in. radcy handlowego (niem. Kommerzienrat) Louisa Grosskopfa i jego żony. Projekt neoromańskiej asymetrycznej trójnawowej świątyni z wysoką wieżą sporządził Fritz Heitmann (niekiedy obok niego wymieniany jest również Krah). Parafia obejmowała zamożne willowe osiedla Hufen i Amalienau, podobnie jak wzniesiona nieco później na drugim końcu alei katolicka kaplica św. Wojciecha.
Podczas walk o miasto w 1945 budowla została uszkodzona, lecz przetrwała (ros. Kircha pamjati korolewy Luizy - Кирха памяти королевы Луизы). Gdy budynkowi zagroziła rozbiórka, architekt Jurij Waganow przedstawił projekt adaptacji na Kaliningradzki Obwodowy Teatr Lalek (ros. Kalinigradskij obłastnoj teatr kukoł - Калининградский овластной театр кукол). Przy pozostawieniu prawie niezmienionej szaty zewnętrznej, w latach 1968–1976 wnętrze przedzielono na 2 kondygnacje i rozebrano sklepienia, nadając mu całkowicie nową formę. Dawny dom parafialny i plebania nie zachowały się. Park, poszerzony o obszar dawnych cmentarzy, to Park Centralny (Centralny Park Kultury i Wypoczynku – ros. Centralnyj park kultury i otdycha - Центральный парк куьтуры и отдыха). Na jego terenie ustawiono drewniany domek myśliwski Wilhelma II, przeniesiony po II wojnie światowej z rezydencji w Puszczy Rominckiej.